# Evapotraspirazione potenziale
Evaporazione potenziale o Evapotraspirazione potenziale (ETP o ETp) è definita come l’evapotraspirazione che avviene
quando il contenuto idrico del suolo non costituisce fattore limitante per
essa. La disponibilità d’acqua nel suolo è almeno pari alla quantità d’acqua
che il sistema suolo-vegetazione-atmosfera è in grado di fare evaporare. Se l'evapotraspirazione effettiva è considerata come il risultato netto della domanda di umidità atmosferica da parte di una superficie nonché la capacità della superficie di fornire umidità, l'ETP è la misura della domanda. La temperatura dell'aria e della superficie, l'irraggiamento, e il vento influiscono su questa misura. È considerata una zona arida quella zona dove l'evaporazione potenziale annua supera le precipitazioni annue.
L'evapotraspirazione potenziale è un'astrazione, perfezionata nel 1955, che fa riferimento ad una condizione ambientale standard in cui non si considera l'incidenza dei fattori agronomici, biologici, pedologici e di una parte dei fattori climatici. La finalità di questa variabile è di rendere comparabili i valori di evapotraspirazione nello spazio e nel tempo. Per questo motivo l'evapotraspirazione potenziale si riferisce al quantitativo massimo che può essere perso nell'unità di tempo per evaporazione e traspirazione da un prato di graminacea che presenta le seguenti caratteristiche:
- il terreno è in condizioni ottimali d'umidità;
- il terreno è regolarmente livellato e di grande estensione;
- il prato è in ottimo stato nutrizionale e sanitario;
- il prato ricopre completamente uniformemente il terreno senza diradamenti;
- il prato è regolarmente sfalciato in modo da mantenere il cotico erboso ad un'altezza di 10–15 cm.

Il valore dell'evapotraspirazione potenziale varia con le stagioni e il clima, ma è del tutto indipendente dalle colture e dalle tecniche attuate.
Esiste anche un ETo standard di riferimento stabilita dalla FAO, serve per stabilire l'evapotraspirazione potenziale nelle varie parti del Mondo. La coltura di riferimento è il prato di Festuca arundinacea. L'adozione di queste condizioni standard fa in modo che l'evapotraspirazione dipenda esclusivamente dal potere evaporante dell'atmosfera in quanto tutti gli altri fattori sono stati normalizzati.
Questa variabile climatica si usa a fini pratici o di studio per caratterizzare un determinato ambiente fisico. Il valore dell'evapotraspirazione potenziale varia nel tempo e nello spazio, ma è del tutto indipendente dalle colture e dalle tecniche attuate.

## Stima dell'evaporazione potenziale (mm)

### Misure dirette
L'evapotraspirazione può essere direttamente misurata in lisimetri a pesata, dove in un cassone cresce la coltura di riferimento e viene pesato con frequenza giornaliera. È un metodo difficile e oneroso, spesso utilizzato nei centri ai ricerca.

### Equazione di Thornthwaite (1948)
{\displaystyle PET=16\left({\frac {L}{12}}\right)\left({\frac {N}{30}}\right)\left({\frac {10\,T_{a}}{I}}\right)^{\alpha }}
Dove
{\displaystyle PET} è l'evaporazione potenziale stimata (mm/mese)
{\displaystyle T_{a}} (in gradi Celsius; se il valore è negativo si indica {\displaystyle 0}) del mese di riferimento
{\displaystyle N} è il numero dei giorni del mese di riferimento
{\displaystyle L} (in ore) del mese di riferimento
{\displaystyle \alpha =(6.75\times 10^{-7})I^{3}-(7.71\times 10^{-5})I^{2}+(1.792\times 10^{-2})I+0.49239}
{\displaystyle I=\sum _{i=1}^{12}\left({\frac {T_{ai}}{5}}\right)^{1.514}} è l'indice di calore il quale dipende dalla temperatura media mensile (su 12 mesi) {\displaystyle T_{ai}}.
Altre forme modificate di questa equazione appaiono in pubblicazioni successive di Thornthwaite e Mather (1955 e 1957).

### Metodo Penman-Monteith introdotto dalla FAO (1965)
Si tratta di un metodo di complessa applicazione ma più preciso dei precedenti in quanto prende in considerazione molteplici variabili climatiche. Il modello di Penman (1948) considera le variabili relative all'apporto energetico e al trasporto turbolento dell'aria. La modifica introdotta da Monteith (1965) tiene conto anche del complesso meccanismo che regola il passaggio del vapore acqueo dal mesofillo, attraverso gli stomi all'atmosfera, applicando un modello semplificato riassunto da due variabili, rispettivamente la resistenza degli stomi e la resistenza aerodinamica. La FAO ha ulteriormente rimodulato il metodo definendo le caratteristiche morfologiche e fisiologiche della coltura di riferimento in modo da ottenere per le variabili di resistenza un modello ripetibile in differenti contesti. La formula calcola il flusso di evapotraspirazione giornaliero (in MJ al m2 al giorno):
{\displaystyle \lambda ET={\frac {\Delta (R_{n}-G)+\rho _{a}\cdot c_{p}{\frac {(e_{s}-e_{a})}{r_{a}}}}{\Delta +\gamma (1+{\frac {r_{s}}{r_{a}}})}}}
dove:
- λ è il calore latente di evapotraspirazione (espresso in MJ/Kg);
- Δ è il coefficiente di correlazione fra la pressione di vapore saturo e la temperatura (KPa/°C);
- Rn è la radiazione solare netta (MJ/m2/d);
- G è il flusso di calore nel terreno (MJ/m2/d);
- ρa è la densità dell'aria (Kg/m³);
- cp è il calore specifico dell'aria (KJ/Kg/°C);
- es è la tensione di vapore saturo dell'aria (KPa);
- ea è la tensione di vapore dell'aria (KPa); la differenza esprime il deficit di saturazione;
- ra è la resistenza aerodinamica al flusso di vapore (s/m);
- rs è la resistenza degli stomi al flusso di vapore (s/m);
- γ è la costante psicrometrica (in KPa/°C).

L'equazione di Penman-Monteith si è rivelata valida in molti ambienti, con un margine d'errore del 10%, e la FAO raccomanda questo metodo per stimare l'evapotraspirazione potenziale e per determinare i coefficienti colturali da applicare per estrapolare l'evapotraspirazione effettiva. Il limite operativo del metodo sta nella necessità di disporre di una stazione di rilevamento agrometeorologico nell'ambiente di applicazione.